# Parkslide

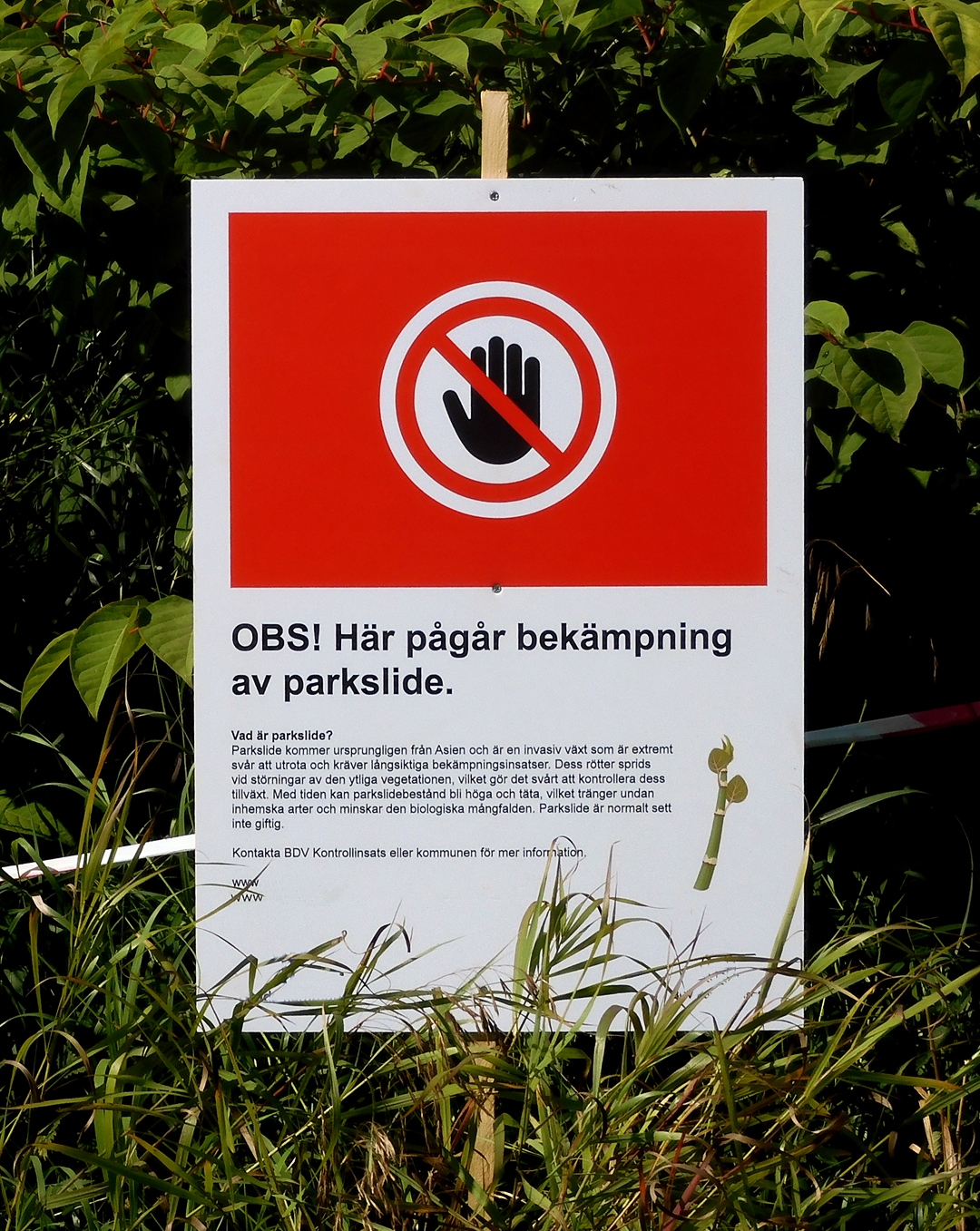
Infoskylt om bekämpning av Parkslide i Ystad 2024.

Parkslide (Reynoutria japonica, tidigare Fallopia japonica) är en växtart från Japan. Den är en storväxt, flerårig ört som kan bli 2–3 meter hög, lika stor som sin nära släkting jätteslide. Arten är förbjuden enligt EU:s lista över invasiva arter, sprider sig aggressivt i många länder i världen och är besvärlig att bekämpa.

## Beskrivning
Parkslidet är en beståndsbildande och flerårig ört, 50/120–250/300 cm hög och med krypande jordstam. De bambuliknande och ihåliga stjälkarna är upprätta, mycket kraftiga, till färgen rödaktiga eller blådaggiga. Bladen är brett äggrunda till nästan runda, 4–15 cm långa, till 12 cm breda, tvärt avhuggna vid basen, uddspetsiga i toppen, hårlösa. 
Växten blommar under juli och augusti. Blommorna kommer i grenade knippen, upp till 10 cm långa och vita till gräddvita eller rödaktiga. Frukten är en mörkt brun nöt, 3–4 mm lång.

## Ursprung och spridning

### Bakgrund och utbredning
Parkslide förekommer naturligt i Japan, Korea, Taiwan och Kina. Där växer den ofta på soliga och öppna ytor längs med bergssidor och kullar, diken och vägkanter. I Japan växer arten upp till 2 400 meter över havet, på Taiwan på mellan 2 400 och 3 800 meter över havet. I mer skogklädda trakter har parkslidet svårare att hävda sig.
Det är numera förekommande i hela Europa, samt i större delen av USA och Kanada. Det har odlats som prydnadsväxt i större parker och trädgårdar och togs från Östasien till Nederländerna på 1820-talet. I Storbritannien kopplas arten ofta samman med regniga trakter, medan växten i USA även är känd från torrare miljöer.
Som förvildad hittas växten ofta vid stränder. Det kan vara grus- och flodstränder, liksom välskötta och kväverika betesmarker. I Storbritannien syns parkslidet på ställen där man kan förvänta sig klibbal, och parkslide ger på sommaren en liknande skugga. Dessutom är jordmassor och övergivna väg- och järnvägsrenar populära biotoper. I Norge är havsstränder en vanlig växtmiljö.
I Sverige är den första fynduppgiften som förvildad från Blekinge och Östergötland, publicerad 1909. Detta antyder att den redan ett antal år tidigare spritt sig till Sverige. Den har därefter spridit sig i södra Sverige och upp till södra Dalarna; enstaka fynd finns även längst kusten upp till Umeå. Med en förväntat ökad medeltemperatur kommer dock växten att spridas vidare längs norrlandskusten. Under 2023 har nya rapporter om fynd gjorts ända upp till Luleå.
Spridningen sker bland annat via jordmassor där olika växtdelar följt med. Den sprider sig annars vegetativt, genom rotskott. Mycket små delar av rötterna kan bära anlagen vidare, och de kan bevara sin grobarhet i upp till 13 månader. Spridningen via frö förekommer dock ej i Europa, eftersom plantorna på den europeiska kontinenten alla härstammar från samma honliga klon.
Parkslide är ätbart och rikt på vitamin C. Skott (jämför bambuskott) och blad används i matlagningen, och i Japan ingår den i samlingsbenämningen sansai för ett antal vilda ätliga växter. Roten på växten har medicinska egenskaper, och bland annat är den rik på resveratrol; denna antioxidant förekommer dessutom i vindruvsskal, blåbär, tranbär och jordnötter. 
Parkslidet används även i traditionell kinesisk medicin. I modern medicin har den möjlighet att användas som hämmare av multiresistens, det vill säga när cancerceller blir resistenta mot kemoterapi. 

### Spridning och bekämpning
Det förvildas lätt och syns ibland på ängsmark eller skogsbrynen på kulturpåverkad mark. Det är ett svårbekämpat ogräs eftersom rötterna är djupa, och den kan vara mycket svår att bli av med. Rötterna kan tränga in i husgrunder och ledningar, och växten konkurrerar ofta ut annan växtlighet. På mark där parkslide slagit rot kan karaktären helt förändras, i och med att frön från vedväxter inte kan gro. Dessutom bromsas övrig naturlig vegetation upp. Arten är seg och tål pH-förhållanden från 3 till 8,5. Dessutom förmår den överleva i marker som har förorenats av tungmetaller och salter, liksom i områden med liten tillgång till kväve.
Arten är inte förbjuden enligt EU:s lista över invasiva arter. Arten är dock eller riskerar att bli invasiv i Sverige, enligt Naturvårdsverket som rekommenderar att spridningen begränsas. Den invasiva karaktären är snarlik hos parkslide, den nära släktingen jätteslide och korsningen hybridslide, och hos Naturvårdsverket beskriver ofta man de tre arterna under samlingsbeteckningen parkslide. Samma problembild finns i Finland.
OBS! Bokharabinda har visat sig kunna bilda hybrid med Parkslide vilket är en mkt invasiv art som dessförinnan inte funnits annat än i form av honplantor i Europa, och därför inte kunnat föröka sig annat än via rotväxt. Den bildade hybriden med Parkslide kan däremot spridas med vanlig frösådd vilket riskerar att öka spridingen kraftig där båda dessa växter finns. Det är därför olämpligt att låta Bokharabinda växa i närheten av bestånd med Parkslide.
Parkslidet har i Europa inga naturliga fiender. I Japan livnär sig Aphalara itadori – en bladloppeart – av parkslide. Denna art antas inte utgöra ett allmänt miljöhot, och både Wales regering och Defra har auktoriserat frisläppandet av denna naturliga predator.

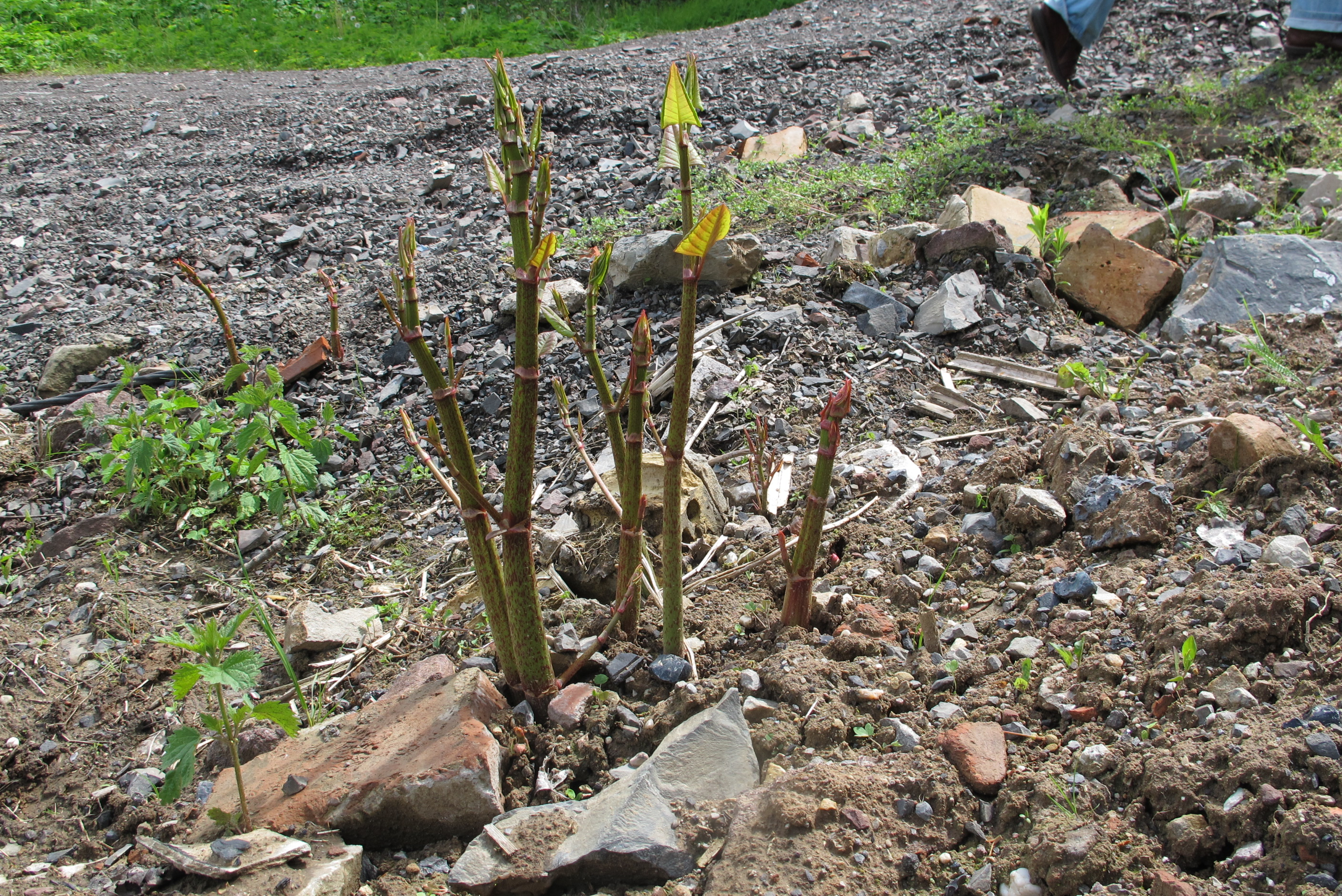
Nya snabbväxtande skott på våren.
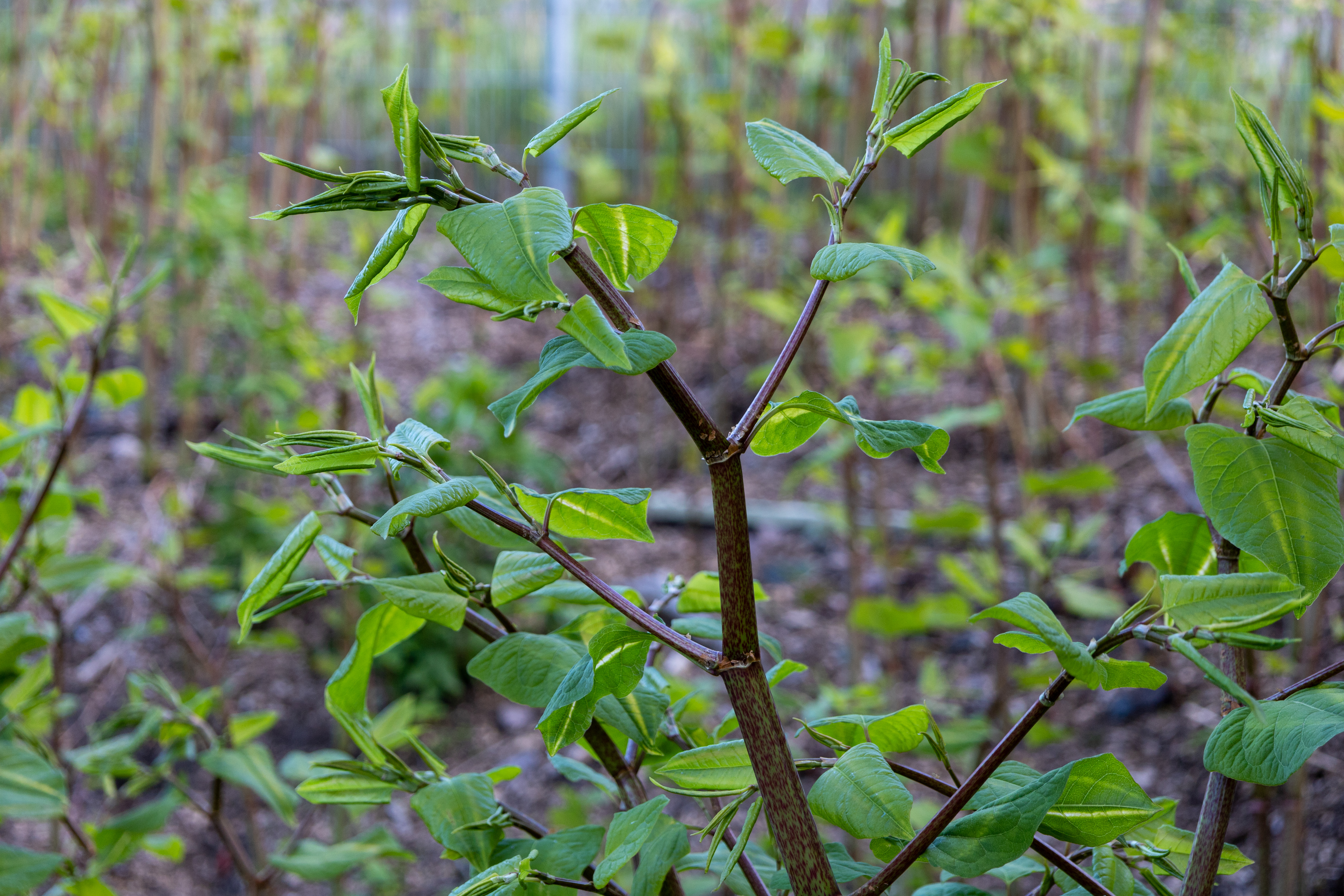
Parkslide i tillväxt, bladen rullas ut.
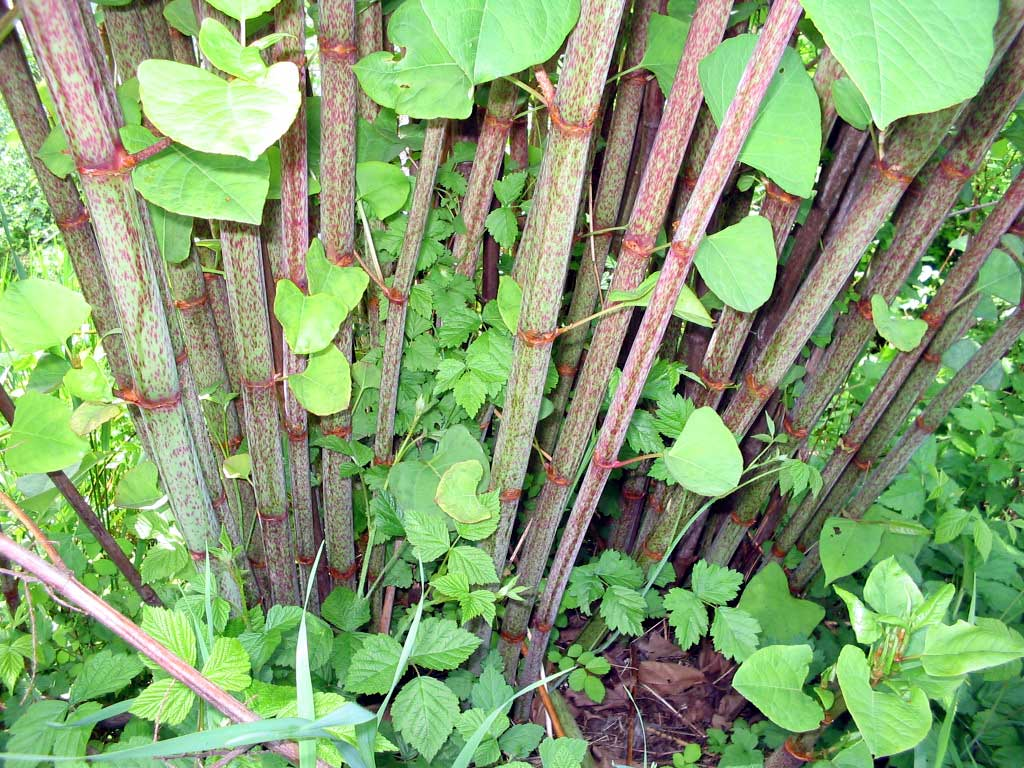
Parkslide har en lättigenkännlig stam.
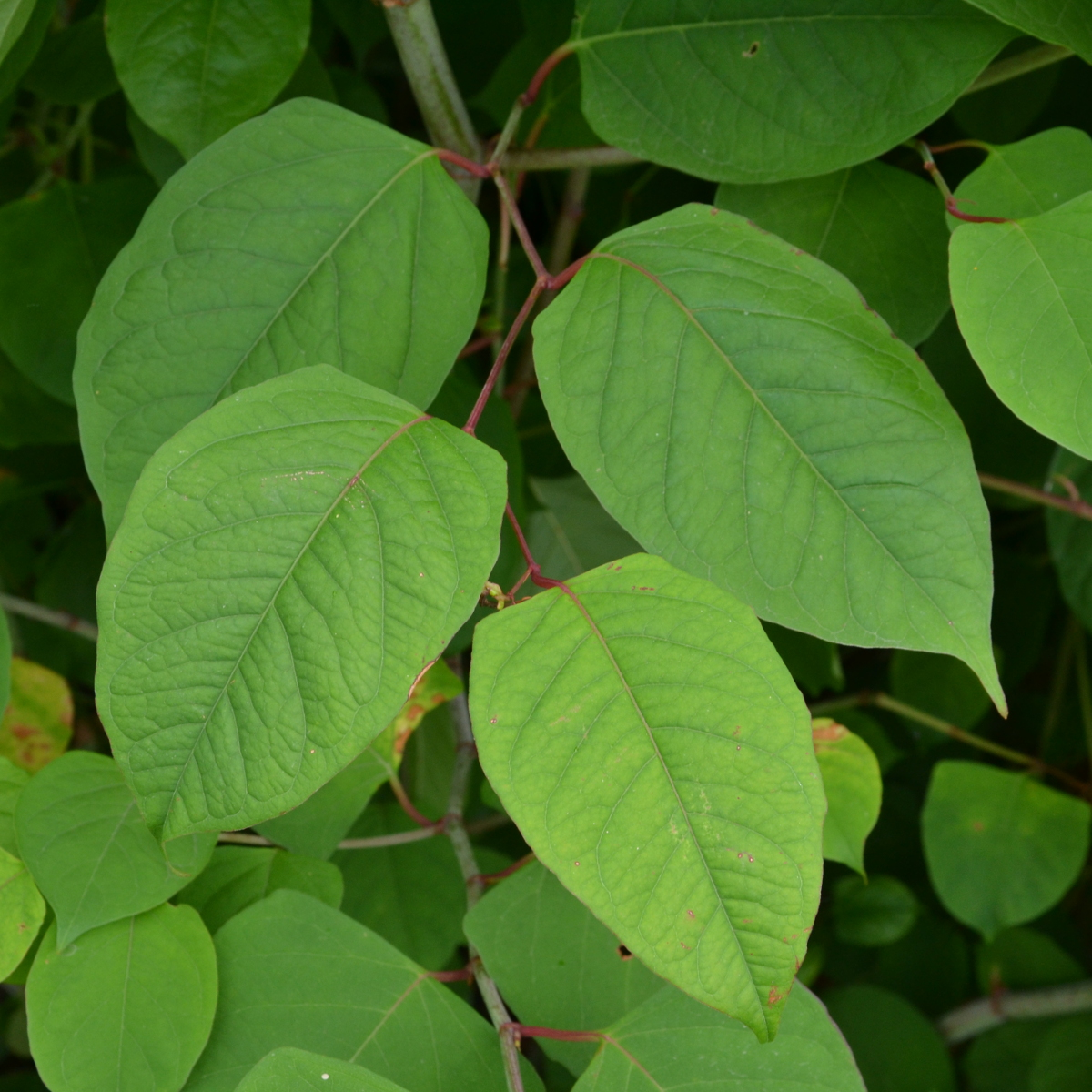
Parkslide har motstående och hjärtformade blad.

## Varieteter
Arten kan delas in i två varieteter:
- var. japonica – blir upp till 3 meter. Bladen är brett äggrunda, till 15 cm långa. Blomställningarna är relativt glesa, 6–10 cm långa med vita eller gräddvita blommor.

- var. compacta (rosenslide) – blir cirka 100[3] cm. Bladen är nästan runda, 4–7 cm långa. Blommorna är rödaktiga och sitter i täta, till 6 cm långa blomställningar.

### Odlade sorter
- 'Spectabile' – har blad som är brokiga i gult och ljusgrönt. Plantan blir vanligen mindre än var. japonica.

## Synonymer
var. japonica
Fallopia forbesii (Hance) Yonekura & H.Ohashi
Fallopia japonica (Meisner) Ronse Descr.
Fallopia japonica var. hachidyoensis (Makino) K.Yonekura & Hiroyoshi Ohashi
Fallopia japonica var. uzenensis (Honda) K.Yonekura & Hiroyoshi Ohashi
Pleuropterus cuspidatus (Siebold & Zucc.) H.Gross
Pleuropterus cuspidatus (Siebold & Zucc.) Moldenke nom. illeg.
Pleuropterus zuccarinii Small
Polygonum cuspidatum Siebold & Zucc. nom. illeg.
Polygonum cuspidatum f. rosea (Satomi) Satomi
Polygonum forbesii Hance
Polygonum hachidyoense Makino
Polygonum japonicum Meisner
Polygonum japonicum var. conspicuum Nakai
Polygonum japonicum var. taitoinsulare Masam.
Polygonum sieboldii de Vriese nom. illeg.
Polygonum yunnanense H.Léveillé
Polygonum zuccarinii Small
Reynoutria elliptica (Koidzumi) Migo ex Nakai
Reynoutria forbesii (Hance) T.Yamazaki
Reynoutria hachidyoensis (Makino) Nakai
Reynoutria hastata Nakai ex Ui
Reynoutria japonica (Meisner) Houtt.
Reynoutria japonica Houtt.
Reynoutria japonica f. rosea Satomi
Reynoutria japonica var. uzenensis Honda
Reynoutria uzenensis (Honda) Honda
Reynoutria yabeana Honda
Reynoutria yunnanensis (H.Léveillé) Nakai ex Migo
Tiniaria japonica (Houtt.) Hedberg
var. compacta
Fallopia japonica var. compacta (J.D.Hooker) J.P. Bailey
Polygonum compactum J.D.Hooker
Polygonum japonicum var. compactum (J.D.Hooker) Bailey
Polygonum reynoutria Makino
Polygonum reynoutria f. colorans Makino
Polygonum reynoutria var. ellipticum Koidzumi
Reynoutria japonica var. compacta (J.D.Hooker) Buchheim